# Zelomorpha maculipes
Zelomorpha maculipes är en stekelart som först beskrevs av Cameron 1911.  Zelomorpha maculipes ingår i släktet Zelomorpha och familjen bracksteklar. Inga underarter finns listade i Catalogue of Life.